# Режим газованої рідини

Схема механізму проявлення режиму розчиненого газу

Режим газованої рідини (розчиненого газу режим, -ого, -…, -у, ч.) (рос. режим газированной жидкости, англ. gasified liquid conditions; нім. Gasflüssigkeitsregime n) — режим нафтового покладу, при якому нафта переміщується до вибоїв добувних свердловин в основному за рахунок енергії розширення газу, що виділяється з нафти при зниженні тиску в пласті нижче за тиск насичення.
Г.р.р. в покладі, що містить насичену газом нафту (без газової шапки), проявляється спонтанно. При зниженні тиску на вибоях свердловин нижче за тиск насичення газ, що виділяється з нафти, розширяється, рухаючись з більшою швидкістю, ніж нафта, частково проштовхує її, а частково захоплює за собою.
В. поч. стадії розвитку Г.р.р. витіснення нафти в добувні свердловини протікає інтенсивно. В міру зменшення газовмісту нафти в'язкість її збільшується, а рухливість знижується. Газ, рухаючись по пласту, випереджає нафту і проривається до вибоїв свердловин.
Газовий чинник в цей момент досягає максимуму, а потім поступово меншає, пластовий тиск падає. Дебіти свердловин знижуються до величин, при яких подальша їх експлуатація стає нерентабельною. Кінцева нафтовіддача — 10-20(30)%.
Розвитку Г.р.р. запобігають застосуванням на ранній стадії його виникнення шляхом застосування одного з методів підтримки пластового тиску.
Якщо поклад характеризується деяким перевищенням початкового тиску рпл над тиском насичення нафти газом рн, то в початковий період при зниженні тиску до значення рн він працює за рахунок енергії пружності або за рахунок енергій пружності і напору вод. Якщо вибійний тиск рв < рн то енергія розширення газу поєднується з цими енергіями.